# أوه، الأماكن التي ستذهب إليها!
أوه، الأماكن التي ستذهب إليها! هو كتاب كتبه ورسمه مؤلف الأطفال الدكتور سوس. لأول مره تم نشره بواسطة منزل عشوائي في 22 يناير 1990. كان آخر كتاب له نُشر خلال حياته. يتعلق الكتاب برحلة الحياة وتحدياتها.
على الرغم من كتابتها بأسلوب الكلاسيكيات مثل البيض الأخضر ولحم الخنزير والقط في القبعة ، أوووه، الأماكن التي سوف تذهب إليها! لديه العديد من الشخصيات المحددة، بما في ذلك الراوي و «القارئ». صبي صغير، يُشار إليه ببساطة بـ «أنت»، هو الذي يبدأ أحداث القصة؛ وجود شخصية رئيسية يساعد القراء على التماهي مع الكتاب. وخلافا لكتب الدكتور سيوس أخرى، هو مكتوب في الشخص الثاني ويستخدم بصيغة المستقبل.

## قطعة
بدأت القصة بالراوي، وتربط قرار البطل الذي لم يذكر اسمه (الذي يمثل القارئ) بمغادرة المدينة. بطل الرواية يسافر عبر الكثير من المناظر الطبيعية والأماكن الهندسية والمتعددة الألوان، ويطَويَ في النهاية مكانًا يطلق عليه ببساطة «مكان الانتظار»، والذي يتم أخذه بشكل ينذر بالسوء باعتباره مكانًا ينتظر فيه الكل دائمًا من أجل حدوث شيء ما. بينما يواصل بطل الرواية الاستكشاف، مدفوعًا بأفكار الأماكن التي سيذهب إليها والأشياء التي سيكتشفها، ينهي الكتاب بمرح بنهاية مفتوحة.

## استقبال
بعد إصداره الأصلي في عام 1990، أوه، ستذهب إلى الأماكن! وصلت إلى المركز الأول في قائمة غطاء الكتاب الأعلى مبيعًا في نيويورك تايمز . وقد جعل هذا الدكتور سوس أحد المؤلفين القلائل الذين تمكنوا من بلوغ المركز الأول في قائمة الكتب الخيالية والواقعية ذات غطاء مقوى. ومن ضمنهم جون شتاينبك وجيمي بافيت وميتش ألبوم. له أنت قديم مرة واحدة فقط! في قائمة الكتب الواقعية وصل للمركز الأول في عام 1986.
في الولايات المتحدة وكندا، أوه، ستذهب إلى الأماكن! هي هدية شهيرة للطلاب الذين يتخرجون من روضة الأطفال حتى الجامعة، في كل ربيع تتزايد المبيعات. وصل الرقم الأول في الولايات المتحدة الأمريكية اليوم ' قائمة الأعلى مبيعا كتاب في عام 1997، وصل إلى رقم 2 في عام 2015 وعام 1017. استنادًا إلى استطلاع على الإنترنت أُجري عام 2007، أدرجت الجمعية الوطنية للتعليم الكتاب ضمن «أفضل 100 كتاب للأطفال» للمعلمين.

## فيلم التكيف
في أوائل التسعينيات، تم تعيين المنتجين بن مايرون ورولان جوفي، في ضوء مع صور تريستاز، على إنتاج فيلم مقتبس من الكتاب مع سوس الذي كتب السيناريو. تمت كتابة مسودة منقحة مؤرخة في 8 مايو 1992 وصاغها ريتشارد لاغرافينيس، ولكن لم يتم تصوير التعديل مطلقًا.[بحاجة لمصدر] فيلم رسوم متحركة مقتبس من الكتاب مع القطة في القبعة وفيلم ثانوي الشيء الأول والثاني قيد التطوير من وارنر للرسوم المتحركة. ينتج جي جي أبرامز الفيلم جنبًا إلى جنب مع شركة إنتاجه إنتاجات ربورت سيئة. من المخطط إطلاقه في وقت ما في عام 2027.